# МДР-2
МДР-2 (другое название АНТ-8) — «морской дальний разведчик второй», разработанный ОКБ Туполева и совершивший первый полёт в 1931 году.

## История
В начале 1920-х годов в СССР начали восстанавливать военно-морской флот, но осуществить постройку большого количества крупных боевых кораблей молодое государство было не в состоянии. Большой упор сделали на дальнейшее развитие субмарин, торпедных катеров и морских самолётов; последние стоили немногих денег и при этом они позволяли решать задачи по обороне достаточно эффективно. 
В марте 1923 года была утверждена программа разработки серии гидросамолётов различного назначения. В 1925 году эту программу значительно расширяют, включив туда несколько новых в то время типов самолётов. Одним из таких самолетов являлся так называемый «разведчик открытого моря» (РОМ).
Предполагали, что этот проект осуществится в виде летающей лодки, имеющей продолжительность полёта до 6 часов, крейсерскую скорость 150 км/ч и потолок 4 500 м. Задание было сформулировано очень жестко и не вполне профессионально. Чрезмерно высокая дальность и продолжительность полёта должна была обеспечиваться двумя относительно слабыми (по 450 л.с.) двигателями «Лоррен-Дитрих». Летом того же года создание РОМ возложили на два конструкторских коллектива. 
Под руководством Д. П. Григоровича в Отделе морского опытного самолётостроения (ОМОС) приступают к созданию проекта летающей лодки со смешанной конструкцией; она получила название МДР-1 или РОМ-1. 
В АГОС (авиация, гидроавиация и опытное строительство) ЦАГИ начали работать над цельнометаллическим МДР-2; он, как и все самолёты Туполева, получил и второе название — АНТ-8.
В 1932 году планировалось осуществить большой перелёт на МДР-2 по трассе Северного морского пути. Самолёт должен был пройти по маршруту Архангельск — Уэлен, потом через Петропавловск-Камчатский и Охотск идти на Николаевск-на-Амуре. По пути гидросамолёта планировали осуществлять аэрофотосъёмку, но запланированный большой перелёт осуществить не удалось; гидросамолёт так и остался экспериментальным.

## Конструкция[2]
Двухмоторная, цельнометаллическая летающая лодка-высокоплан со свободнонесущим крылом и двумя несущими поплавками. Экипаж пять человек: передний стрелок, командир выполнял функции бомбардира, радиста и фотографа, два пилота и задний стрелок.
- Фюзеляж - двухреданная лодка, разделенная на пять отсеков с водонепроницаемыми перегородками с герметично закрываемыми люками. Поперечный силовой набор - 27 силовых и 15 промежуточных шпангоутов. Продольный силовой набор - кильбалка, кильсоны и стрингера. Обшивка - листы кольчугалюминия. На каждом борту были расположены по три иллюминатора.
- Крыло - трапециевидное, состояло из центроплана и двух отъёмных частей. Продольный силовой набор центроплана - четыре ферменных лонжерона из кольчугалюминиевых труб, лонжероны были установлены параллельно. Поперечный силовой набор центроплана - шесть нервюр, на бортовых нервюрах размещались узлы крепления к силовым шпангоутам лодки, на двух других нервюрах находились узлы крепления поплавков. Каркас отъёмной части крыла состоял из четырех лонжеронов переменного сечения, стрингеров и восьми нервюр. Обшивка листы гофрированного кольчугалюминия.
- Хвостовое оперение - Однокилевое с высокорасположенным переставным стабилизатором. Стабилизатор переставлялся при помощи тросовой передачи через вращающийся барабан.
- Шасси - было необходимо для выкатки самолета из ангара и спуска его на воду. Состояло из двух опор в каждом из которых было по одному колесу.
- Силовая установка - два двигателя BMW по 500 л.с., с толкающими винтами, расположенные над крылом. Управление двигателями осуществлялось жесткими тягами из кабины пилотов. Бензин размещался в десяти баках расположенных на крыльях. Общий объем 1698 литров. Около каждого двигателя устанавливались маслобаки. Баки были клепанной конструкции из листового кольчугалюминия.
- Оборудование - В кабине командира размещались: приборная доска с часами, указателями скорости и высоты, компас, сбрасыватель и бомбовой прицел. У левого борта располагалась рация, передатчик и приборы рации. Там же монтировался фотоаппарат. По левому борту размещались пять аэронавигационных бомб и якорь. Связь пилотской кабины с задним стрелком осуществлялась через переговорное устройство. Кабина командира имела освещение и обогрев. В кабине пилотов на приборной доске размещались: высотомер, указатель скорости, гироуказатель и компас. В кабине заднего стрелка - указатель скорости, высотомер и компас.
- Вооружение - пять пулеметов: два на турели в кабине переднего стрелка, два на перекатывающейся турели в кабине заднего стрелка один на шкворне в кабине командира. Бомбовое вооружение размещалось под центропланом. Общий вес бомб до 900 кг.

## Лётно-технические характеристики
- Размах крыла, м — 23,7;
- Длина, м — 17,03;
- Высота, м — 5,67;
- Площадь крыла, м² — 83,96;
- Масса, кг:
  - пустого самолёта — 4 560;
  - нормальная взлётная — 6 665;
  - максимальная взлётная — 6 920;
- Тип двигателя — 2×ПД BMW VI (М-17);
- Мощность, л. с. — 2×680;
- Максимальная скорость, км/ч:
  - у земли — 202;
  - на высоте — 186;
- Крейсерская скорость, км/ч — 178;
- Практическая дальность, км — 1 062;
- Продолжительность полёта, ч — 5.0;
- Максимальная скороподъёмность, м/мин — 143;
- Практический потолок, м — 3 580;
- Экипаж — 3 чел;
- Вооружение:
  - 2 × 7,62-мм спаренные пулемёты ДА-2,
  - 1 × 7,62 мм пулемет ДА;
- Бомбовая нагрузка: 
  - до 900 кг бомб на наружной подвеске.